# 国富镇
国富镇，是中华人民共和国黑龙江省齐齐哈尔市拜泉县下辖的一个乡镇级行政单位。

## 行政区划
国富镇下辖以下地区：
保护村、自治村、红旗村、民强村、复兴村、通肯村、国富村、爱护村、兴隆村、清洁村、合理村和卫民村。